# Восьма лінія (Сеульський метрополітен)
Восьма лінія (Сеульський метрополітен) (кор. 서울 지하철 8호선) — одна з ліній метро у столиці Південної Кореї, місті Сеул.

## Історія
Будівництво лінії розпочалося 29 грудня 1990 року, початкова дільниця «Чамсіль» — «Моран» була відкрита 23 листопада 1996 року. За три роки лінію розширили далі на північ ще на 4 станції.

## Лінія
Лінія обслуговує південно-східну частину Сеула та місто-супутник Соннам. Хоча всі станції на лінії підземні, але існує невелика наземна дільниця між станціями «Бокчонг» та «Сансонг». Також на лінії знаходиться друга найглибша станція метро в Кореї — «Сансонг», глибина закладення якої 55 метрів. Рухомий склад складається зі 120 вагонів, лінію обслуговують 20 шестивагонних потягів що живляться від повітряної контактної мережі.

## Станції
Станції з півночі на південь, від Сеула до Соннама.
| Восьма лінія |                                 |                  |                      |                                |               |                                   |                   |
| № станції    | Назва українською               | Назва корейською | Назва англійською    | Розташування                   | Пересадка     | Тип                               | Дата відкриття    |
| 810          | «Амса»                          | 암사             | «Amsa»               | Район Кангдонг, Сеул           |               | Підземна з береговими платформами | 2 липня 1999      |
| 811          | «Чхонхо»                        | 천호             | «Cheonho»            | Район Кангдонг, Сеул           | П'ята лінія   | Підземна з береговими платформами | 2 липня 1999      |
| 812          | «Адміністрація району Кангдонг» | 강동구청         | «Gangdong-gu Office» | Район Кангдонг, Сеул           |               | Підземна з береговими платформами | 2 липня 1999      |
| 813          | «Монгчхонтосонг»                | 몽촌토성         | «Mongchontoseong»    | Район Сонгпа, Сеул             |               | Підземна з береговими платформами | 2 липня 1999      |
| 814          | «Чамсіль»                       | 잠실             | «Jamsil»             | Район Сонгпа, Сеул             | Друга лінія   | Підземна з береговими платформами | 23 листопада 1996 |
| 815          | «Сокчхон»                       | 석촌             | «Seokchon»           | Район Сонгпа, Сеул             | Дев'ята лінія | Підземна з береговими платформами | 23 листопада 1996 |
| 816          | «Сонгпха»                       | 송파             | «Songpa»             | Район Сонгпа, Сеул             |               | Підземна з береговими платформами | 23 листопада 1996 |
| 817          | «Ринок Гарак»                   | 가락시장         | «Garak Market»       | Район Сонгпа, Сеул             | Третя лінія   | Підземна з береговими платформами | 23 листопада 1996 |
| 818          | «Мунчонг»                       | 문정             | «Munjeong»           | Район Сонгпа, Сеул             |               | Підземна з береговими платформами | 23 листопада 1996 |
| 819          | «Чангчі»                        | 장지             | «Jangji»             | Район Сонгпа, Сеул             |               | Підземна з береговими платформами | 23 листопада 1996 |
| 820          | «Бокчонг»                       | 복정             | «Bokjeong»           | Район Сонгпа, Сеул             | Пунданг       | Підземна з острівною платформою   | 23 листопада 1996 |
| 821          | «Сансонг»                       | 산성             | «Sanseong»           | Місто Соннам, провінція Кьонгі |               | Підземна з береговими платформами | 23 листопада 1996 |
| 822          | «Намхансансонг»                 | 남한산성         | «Namhansanseong»     | Місто Соннам, провінція Кьонгі |               | Підземна з береговими платформами | 23 листопада 1996 |
| 823          | «Дандеогорі»                    | 단대오거리       | «Dandaeogeori»       | Місто Соннам, провінція Кьонгі |               | Підземна з береговими платформами | 23 листопада 1996 |
| 824          | «Сінхинг»                       | 신흥             | «Sinheung»           | Місто Соннам, провінція Кьонгі |               | Підземна з береговими платформами | 23 листопада 1996 |
| 825          | «Сучін»                         | 수진             | «Sujin»              | Місто Соннам, провінція Кьонгі |               | Підземна з береговими платформами | 23 листопада 1996 |
| 826          | «Моран»                         | 모란             | «Moran»              | Місто Соннам, провінція Кьонгі | Пунданг       | Підземна з береговими платформами | 23 листопада 1996 |

## Розвиток
В 2014 році розпочалося будівництво нової північної дільниці лінії з 6 станцій, відкриття заплановане на 2023 рік. Нова дільниця буде завдовжки приблизно 11 км, перетинатиме річку Хан та додасть ще дві пересадки на інші лінії метро.

## Галерея

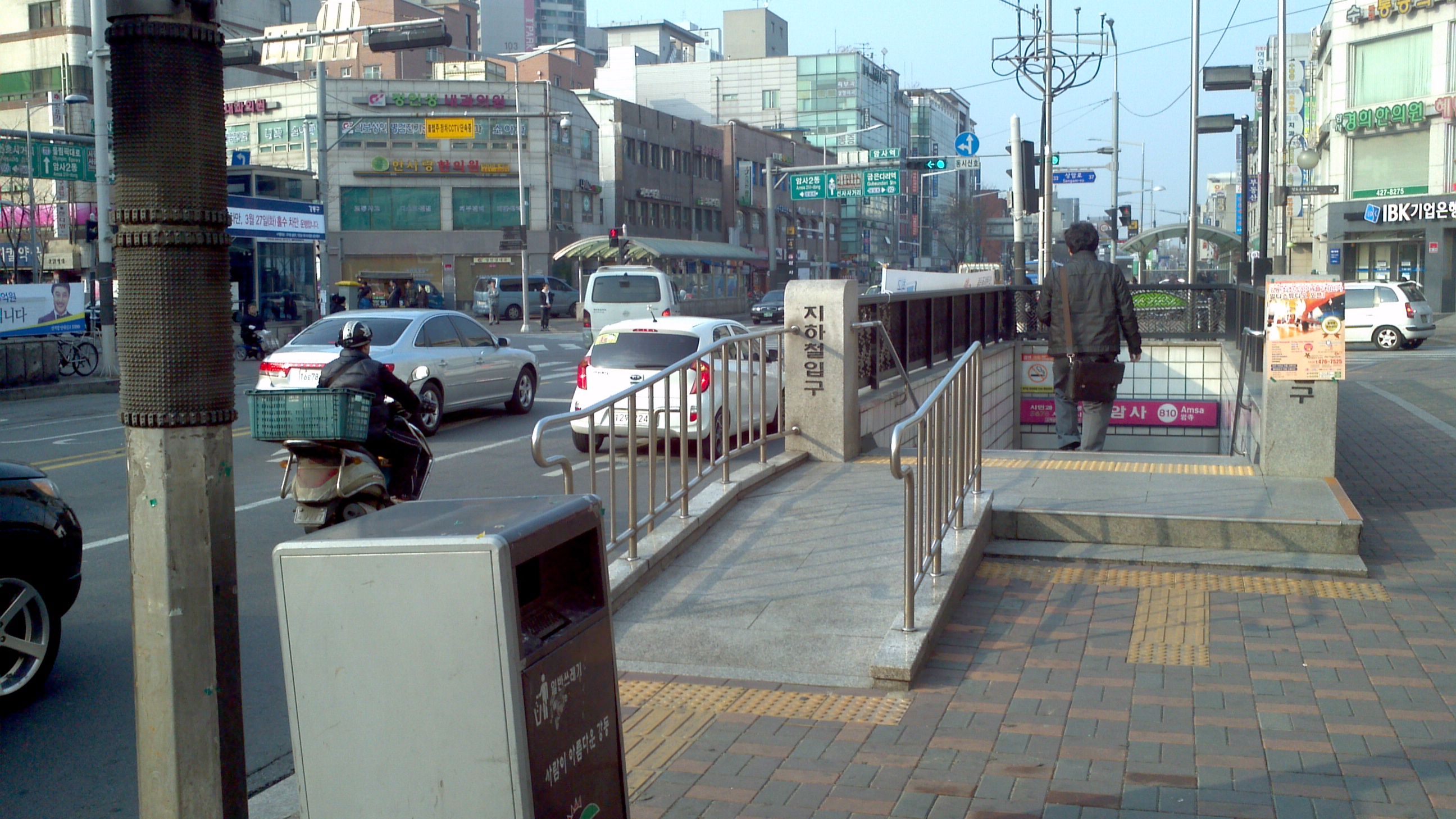
Один з виходів зі станції «Амса»
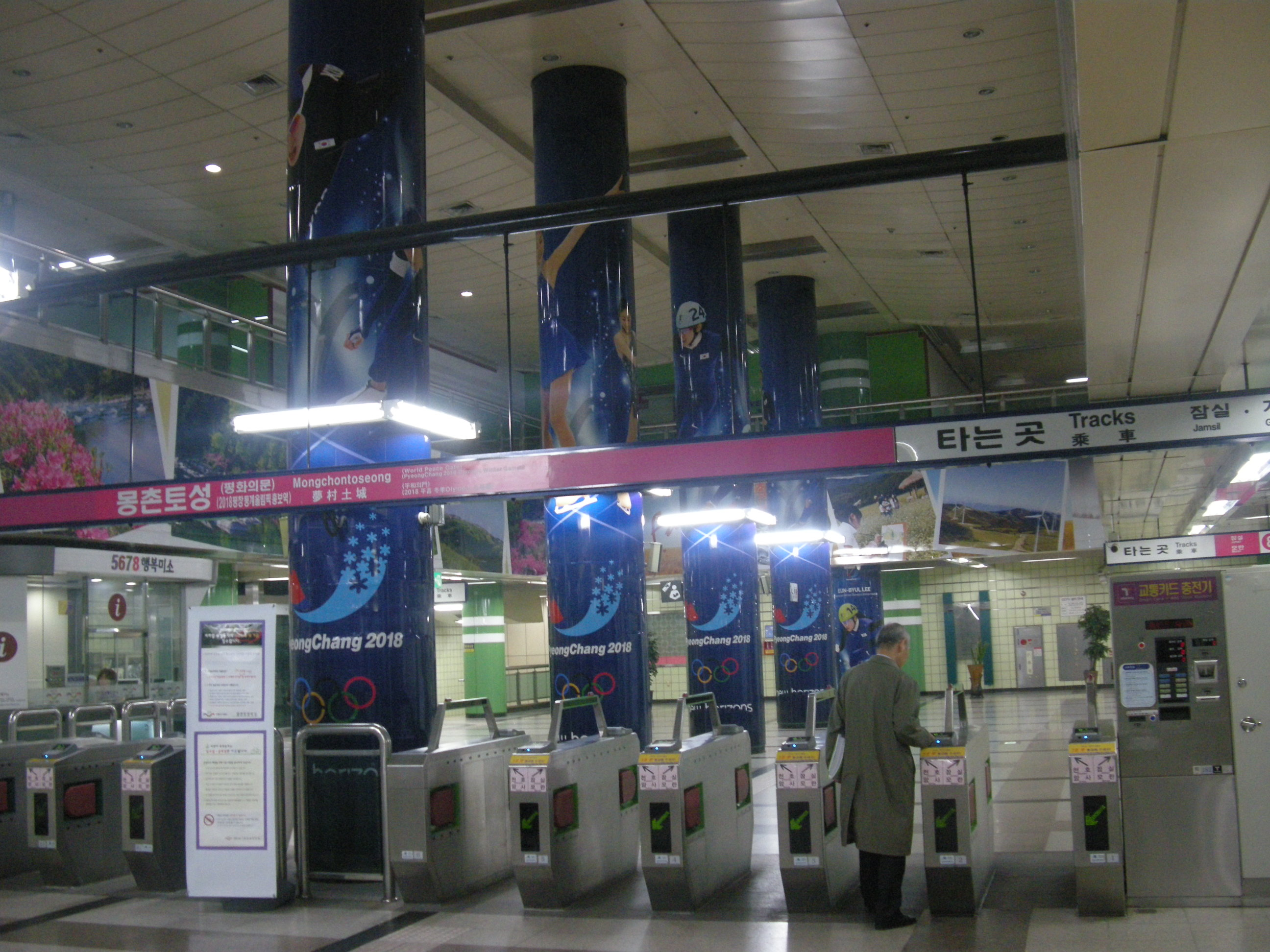
Турнікети на станції «Монгчхонтосонг»
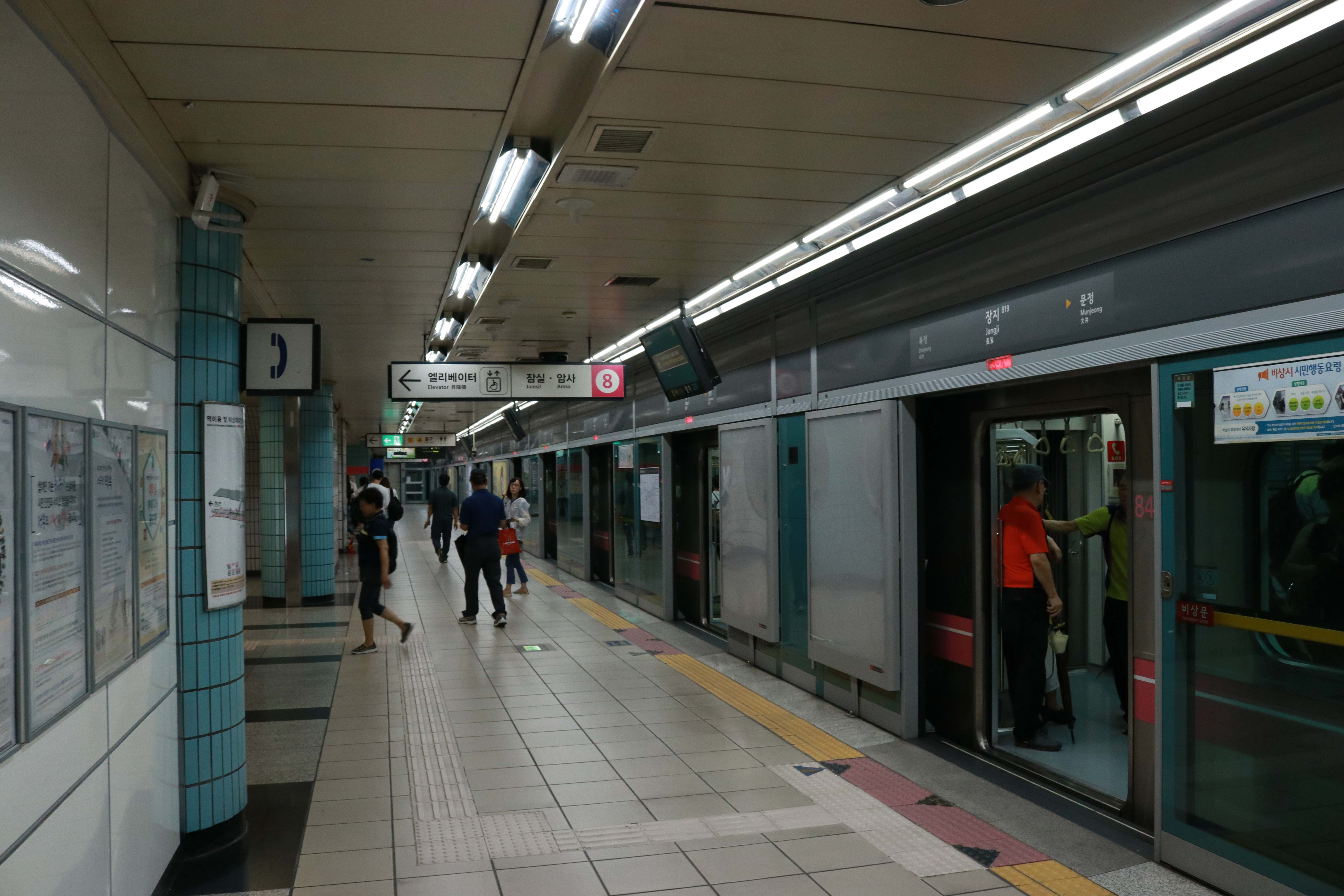
Платформа станції «Чангчі»
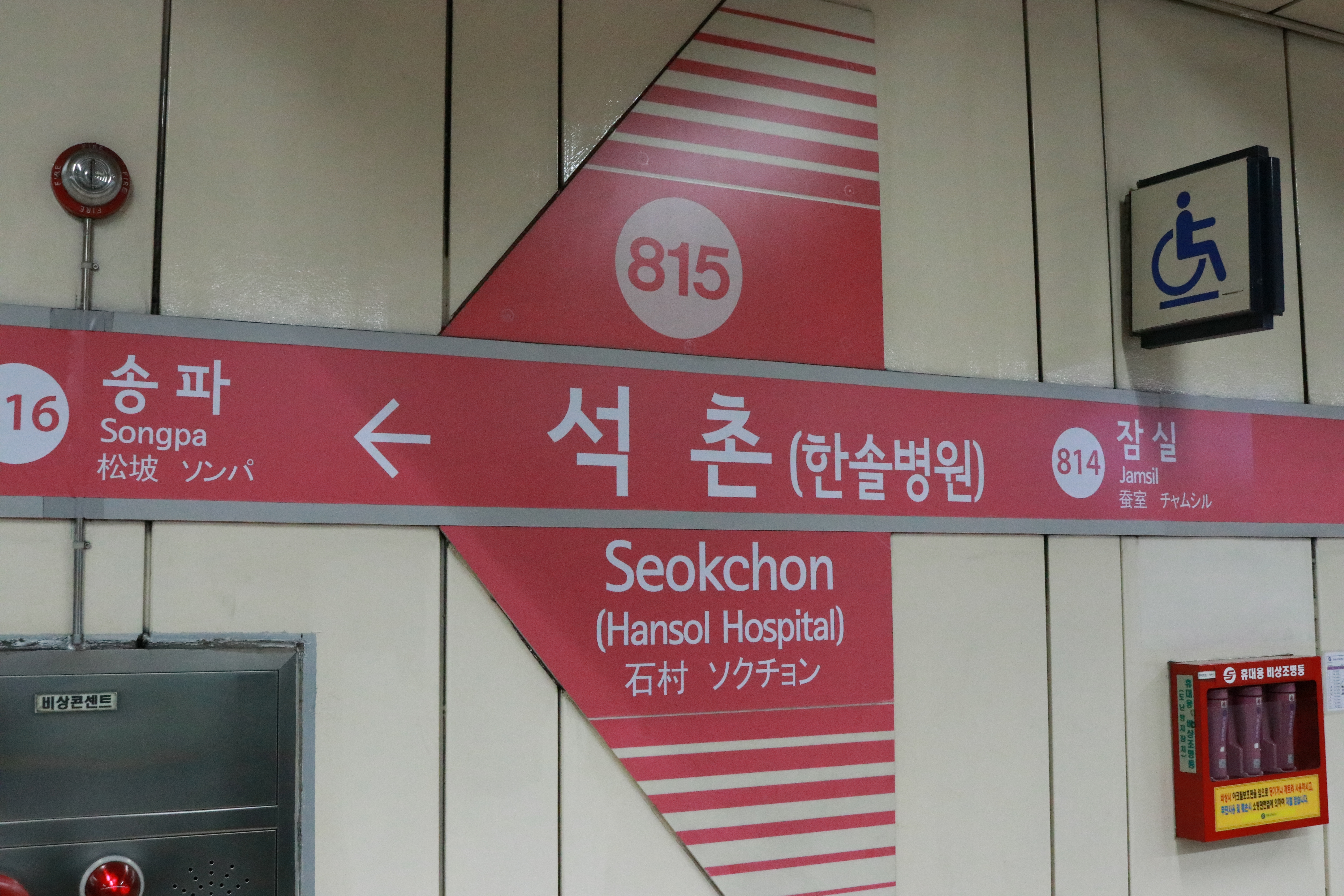
Назва на стіні станції